# Hoher Gallin
Hoher Gallin är en bergstopp i Österrike.   Den ligger i distriktet Klagenfurt-Land och förbundslandet Kärnten, i den centrala delen av landet, 240 km sydväst om huvudstaden Wien. Toppen på Hoher Gallin är 1 049 meter över havet, eller 297 meter över den omgivande terrängen. Bredden vid basen är 4,1 km.
Terrängen runt Hoher Gallin är huvudsakligen kuperad. Runt Hoher Gallin är det ganska tätbefolkat, med 75 invånare per kvadratkilometer.. Närmaste större samhälle är Klagenfurt, 16,7 km öster om Hoher Gallin. 
I omgivningarna runt Hoher Gallin växer i huvudsak blandskog.